# Carige debrunneata
Carige debrunneata är en fjärilsart som beskrevs av Louis Beethoven Prout 1929. Carige debrunneata ingår i släktet Carige och familjen mätare. Inga underarter finns listade i Catalogue of Life.